# Ģirts Ankipāns
Ģirts Ankipāns (* 29. November 1975 in Riga, Lettische SSR) ist ein ehemaliger lettischer Eishockeyspieler und heutiger -trainer.

## Karriere

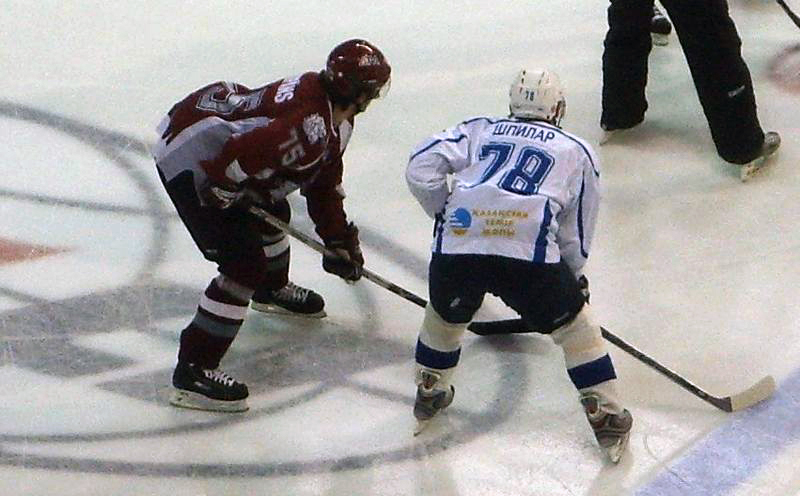
Ģirts Ankipāns (li.) und Gabriel Spilar (re.), Dezember 2008

Ģirts Ankipāns begann seine Karriere 1991 bei Vendenieki, bevor er zwischen 1992 und 1995 für den HK Essamika Ogre aufs Eis ging. Danach folgten zweieinhalb Jahre bei den Juniors Riga, bevor er nach Deutschland zum Braunlager EHC wechselte. Weitere Stationen in der zweiten und dritten Spielklasse Deutschlands waren der EHC Neuwied, der EC Timmendorfer Strand, der EV Füssen und der EV Landshut.
Zwischen 2003 und 2008 spielte er für den lettischen Spitzenclub HK Riga 2000 in der lettischen Eishockeyliga und wurde mit diesem mehrfach lettischer Meister. In der Saison 2006/07 bestritt er zudem einige Spiele für den HK Dinamo Minsk in der belarussischen Meisterschaft. Zur Saison 2008/09 schloss er sich Dinamo Riga aus der neu gegründeten Kontinentalen Hockey-Liga und spielte für Dinamo bis zur Mitte der Saison 2012/13. Anschließend beendete er seine Karriere und wurde Assistenztrainer bei Dinamo.

### International
Ģirts Ankipāns nahm an mehreren internationalen Turnieren für Lettland teil. 1995 nahm er mit der U20-Auswahl seines Heimatlandes an der U20-Weltmeisterschaft der Division II teil. Im Seniorenbereich kam er bei den Weltmeisterschaften 2003, 2005, 2009 und 2011 zum Einsatz. Zudem gehörte er dem lettischen Kader bei den Olympischen Winterspielen 2006 in Turin und 2010 in Vancouver an.

### Als Trainer und Funktionär
Nach seinem Engagement als Co-Trainer von Dinamo war er zwischen 2015 und 2017 Assistenztrainer bei Torpedo Nischni Nowgorod und betreute parallel zunächst die lettischen U20-Nationalmannschaft, in der Saison 2015/16 dann die lettische Herrennationalmannschaft als Co-Trainer.
Ab 2017 war er General Manager bei Dinamo Riga, ab Ende September 2017 übernahm er zudem auch den Posten des Cheftrainers bei Dinamo. Nach der Saison 2019/20 erhielt er keinen neuen Vertrag von Dinamo und wurde Trainer beim lettischen Zweitligisten HK Ako/Baltie Vilki.

## Erfolge und Auszeichnungen
| - 1997 Topscorer der lettischen Eishockeyliga - 2004 Lettischer Meister mit dem HK Riga 2000 - 2005 Lettischer Meister mit dem HK Riga 2000 - 2006 Zweiter Platz beim IIHF Continental Cup | - 2006 Lettischer Meister mit dem HK Riga 2000 - 2007 Lettischer Meister mit dem HK Riga 2000 - 2008 Zweiter Platz beim IIHF Continental Cup - 2008 Topscorer des IIHF Continental Cup Finalturniers |

## Statistik
(Stand: Ende der Saison 2012/13)